# Z generáció

Generációk

A Z generáció avagy a Zoomerek az Y generációt követő és az alfa generációt megelőző demográfiai csoport. A generációt leggyakrabban 1995-től 2009-ig, mások 2012-ig számolják. A Z generáció legtöbb tagja az X generáció vagy a fiatalabb baby boomerek gyermekei. 
Az első olyan társadalmi generáció, akik fiatal koruk óta hozzáférnek az internethez és a hordozható digitális technológiákhoz, a Z generáció tagjait, még ha nem is feltétlenül digitálisan műveltek, „digitális bennszülötteknek” titulálják. Az előző generációkhoz képest a Z generáció tagjai hajlamosak lassabban élni az életüket, alacsonyabb a tizenéves terhességek aránya és ritkábban fogyasztanak alkoholt, azonban a pszichoaktív szerek fogyasztása gyakoribbá vált a körükben. A tinédzserek az idősebb generációkhoz képest jobban aggódnak a tanulmányi teljesítményük és a munkalehetőségeik miatt. A korábbi generációkkal ellentétben a Z generáció tagjai korábban, de ritkábban létesítenek szexuális kapcsolatokat. 
A lányok pubertás korának átlagos életkora jelentősen csökkent a 20. századhoz képest. A serdülők és fiatal felnőttek körében az allergiák előfordulása nagyobb, mint az általános népességben és jellemző a generációra az alváshiány is. Sok országban a Z generációs fiataloknál nagyobb valószínűséggel diagnosztizálnak értelmi fogyatékosságot és pszichiátriai rendellenességeket, mint az idősebb generációknál. A Z generáció tagjai világszerte több időt töltenek elektronikus eszközökkel, és kevesebb időt töltenek könyvek olvasásával, mint a korábbi generációk.

## Generáció időszakának meghatározása
A kutatók és a média az 1990-es évek közepére és végére teszik a Z generáció kezdetét, illetve a végét 2009-re vagy a 2010-es évek elejére. Leggyakrabban 1995 és 2009 között állapítják meg. 
A Pew Research Center kutazóintézet 1997 és 2012 között állapította meg a generáció időszakát. Rájuk hivatkozva különféle hírügynökségek, elemzőcégek, a 2022-es amerikai népszámlálásnál, illetve a Kanadai Statisztikai Hivatal is ezt alkalmazta. 
Jean Twenge pszichológus 1995 és 2009 között állapította meg a generáció időszakát. A legtöbb médiaoldalon, elemzőcégeknél, marketing ügynökségeknél ez a változat terjedt el. Ausztráliában a 2021-es népszámlálásnál ezt a változatot alkalmazták. 
A 90-es években született Y és Z generáció tagjait „mikrogenerációnak” is nevezik, mivel mindkét generáció jellemzőivel rendelkeznek.

## Művészet és kultúra

### Elégedettség
Az The Economist kutatása szerint a Z generáció stresszesebb és depressziósabb az Y generációnál. 2016-ban egy globális kutatásban kimutatták, hogy a 15 és 21 év közötti Z generációs fiatalok összességében elégedettek voltak magánéletük helyzetével (59%). A legboldogtalanabb fiatalok Dél-Koreában (29%) és Japánban (28%) voltak, míg a legboldogabbak Indonéziában (90%) és Nigériában (78%). A stressz és a boldogtalanság legfőbb oka a pénz (51%) és az iskola (46%). Indiában volt a legnagyobb aránya a közösségi média okozta stressznek (19%). A vallás a fiatalok fő boldogságforrása volt Indonéziában (93%), Nigériában (86%), Törökországban (71%), illetve Kínában és Brazíliában (70%). A Z generációra leginkább a szülők (89%), a barátok (79%) és a tanárok (70%) voltak hatással, a sor végén a hírességek (30%) és a politikusok (17%) álltak. A hírességek leginkább Nyugat-Afrikában (71%) és a Távol-Keleten (60%) voltak nagy hatással a fiatalokra, míg legkevésbé Törökországban és Argentínában (19%). A fiatalok a karrierjük szempontjából a legfontosabb tényező a tudásuk fejlesztése (24%) és a jövedelem (23%). A jövőjükkel kapcsolatban a legfontosabb szempont a családjuk (47%) és az egészségük (21%). A családi értékek leginkább a dél-amerikai, míg az énközpontúság az afrikai fiatalokra volt jellemző. 

### Közös kultúra

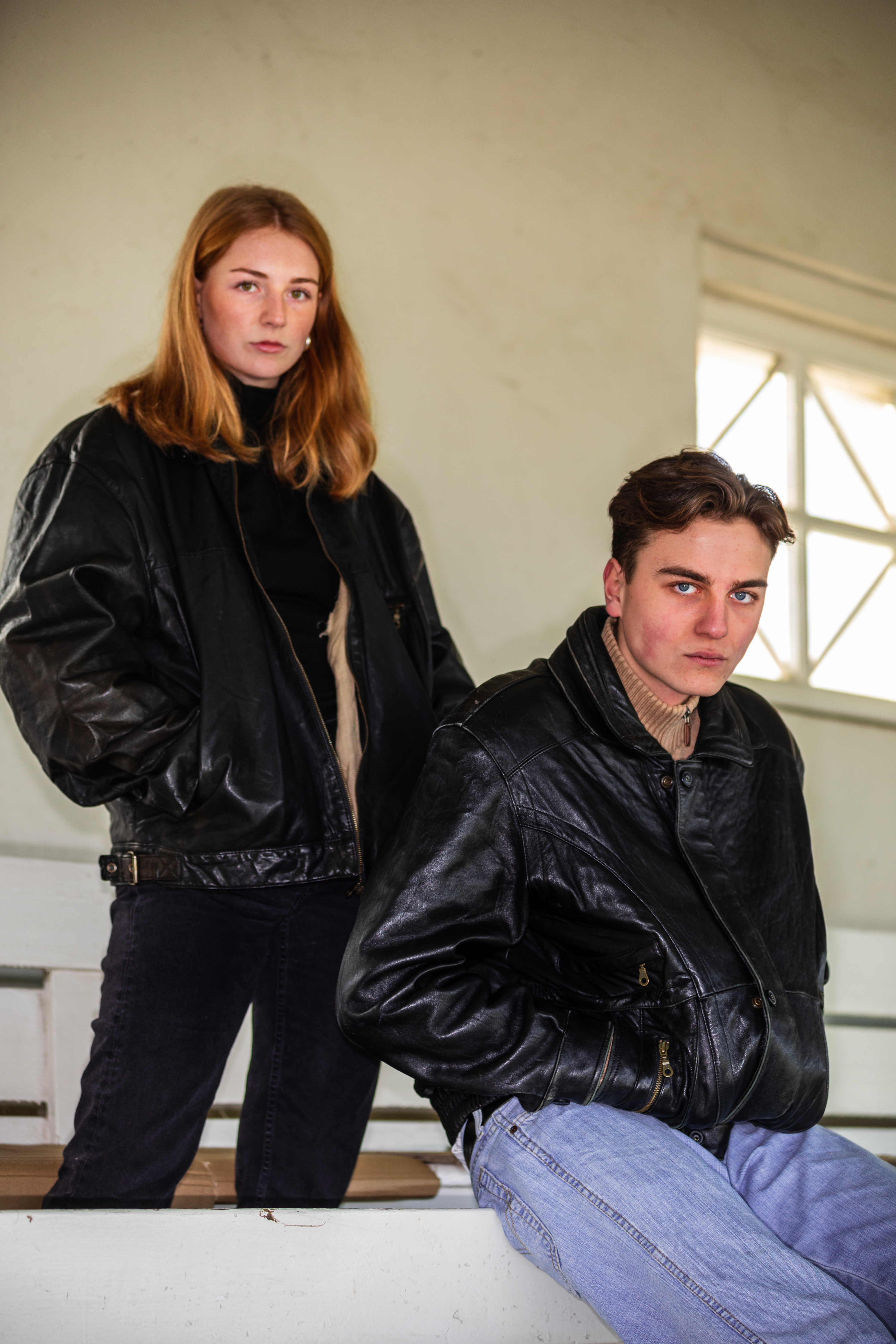
Fiatalok Vintage stílusú ruházatban

A 2010-es években a nosztalgikus szubkultúrák felerősödtek. A 2010-es években jelent meg a „Cottagecore” irányzat, ami a COVID járvány alatt és a Taylor Swift 2020-as Folklore és Evermore albumának köszönhetően felerősödött. A stílus a vidéki élet erősen romantizált formájára épül. Stílusirányzat egyik központi eleme a könnyű ruházat. 
Népszerű stílusirányzatok a „Vintage” és a Retró. 1905 és 1970 között, ill. az 1980 és 2000 között divatban volt öltözködési stílusait veszik át a Z generáció tagjai.
„Streetwear” és sportos stílus, ezek a kényelmes és laza viseletek, például kapucnis pulóverek, sportos cipők és baseball sapkák.
A Covid járvány után felerősödött az „Oversize” stílus irányzat, azaz a túlméretezett ruhák hordása. A generáció divatot követő tagjai az Oversize irányzatot szokták keverni a Retróval vagy a Vintage irányzattal, de akár a sportos utcai irányzattal is. 
A Z generáció tagjai gyakran inspirálódnak a közösségi média platformokon található divat és stílus tartalmakról. Az influenszerek és divatbloggerék hatással vannak az öltözködési szokásaikra és választásaikra.
A Z generáció nosztalgiakultúrája még az autóhasználatra is kiterjed, például Indonéziában az autóvásárlás előtt álló fiatalok a 80-as 90-es években használt autókat részesítik előnyben, mint pl. a Mercedes-Benz W126-ot vagy a BMW E30-at.
Egy 2019-es felmérés szerint az Egyesült Királyságban élő 5 és 16 év közötti gyerekek átlagosan naponta három órát interneteztek. 70%-juk a Netflixet nézte és csak a 10%-juk nézte a hagyományos TV csatornákat. A YouTube és a Snapchat volt a legnépszerűbb platformok, amiket ez a korosztály használt. A nosztalgia hangulat a film és sorozat nézésre is kiterjed, a 2010-es évek fiataljai körében újra népszerű lett pl. a Jóbarátok vagy az Office. 
A Nielsen és a Magna Global felméréseik szerint Európában 2010-óta a hagyományos gyerek csatornák, például a Disney Channel, a Cartoon Network és a Nickelodeon nézettsége folyamatosan csökken, miközben a streaming szolgáltatások nézettsége folyamatosan nő. A Disney Channel 2020-ra elveszítette a nézőinek egyharmadát, ezért az Egyesült Királyságban, Ausztráliában, Skandináviában és Délkelet-Ázsiában megszűnéshez vezetett. Nyugat-Európában a Z generáció a hagyományos médiák, például a rádió vagy a televízió helyett inkább a közösségi média hálózatokról, például az Instagramról és a TikTokról, valamint a YouTube videómegosztó oldalról tájékozódnak és értesülnek a hírekről.
2018-ban a Z generáció zenefogyasztása alapján az első helyen a Spotify áll, ezt követi a rádió és végül a YouTube. A fiatalok és az idősebb generációk is inkább a régebbi dalokat részesítik előnyben az újakkal szemben. A szomorú zene igen népszerű a Z generáció körében, ami a depressziós hangulatnak is köszönhető.
A távol-keleti Z és az Y generációra jellemző lett az a vágy, hogy a városokból vidékre költözhessenek és farmokon dolgozhassanak. A dél-koreai fiatalok többsége már nem vágyik arra, hogy óriáscégeknél pl. a Samsungnál vagy a Hyundainál dolgozva munkamániássá válva sikeresek legyenek, mint a szüleik.

### Olvasási szokások
A Z generáció amerikai és nyugat-európai tagjainak az 55 %-a hetente egyszer vagy többször olvas. A rendszeresen olvasók 67 %-a telefonján olvas. A generáció leginkább fantasy-t és a sci-fi-t szeret olvasni.
Egy 2019-es magyarországi felmérés alapján a 3 és 18 év kor közöttieknek a 44%-a nem olvasott egyáltalán könyvet a kötelező olvasmányokon kívül. A nyomtatott könyvek olvasóinak az aránya jelentős mértékben csökkent, azonban a rövidebb és az elektronikus szövegeket fogyasztók aránya pedig nőtt a generáción belül. Különbség országon belül, település típusonként is változó, a községekben élő fiatalok 50%-a nem olvas, míg Budapesten és az agglomerációban élő fiataloknak csupán a 34%-a. A Z generáció tagjai legjobban otthon este vagy hétvégén szeret olvasni, míg legkevésbé a könyvtárakban. 

## Gazdasági trendek

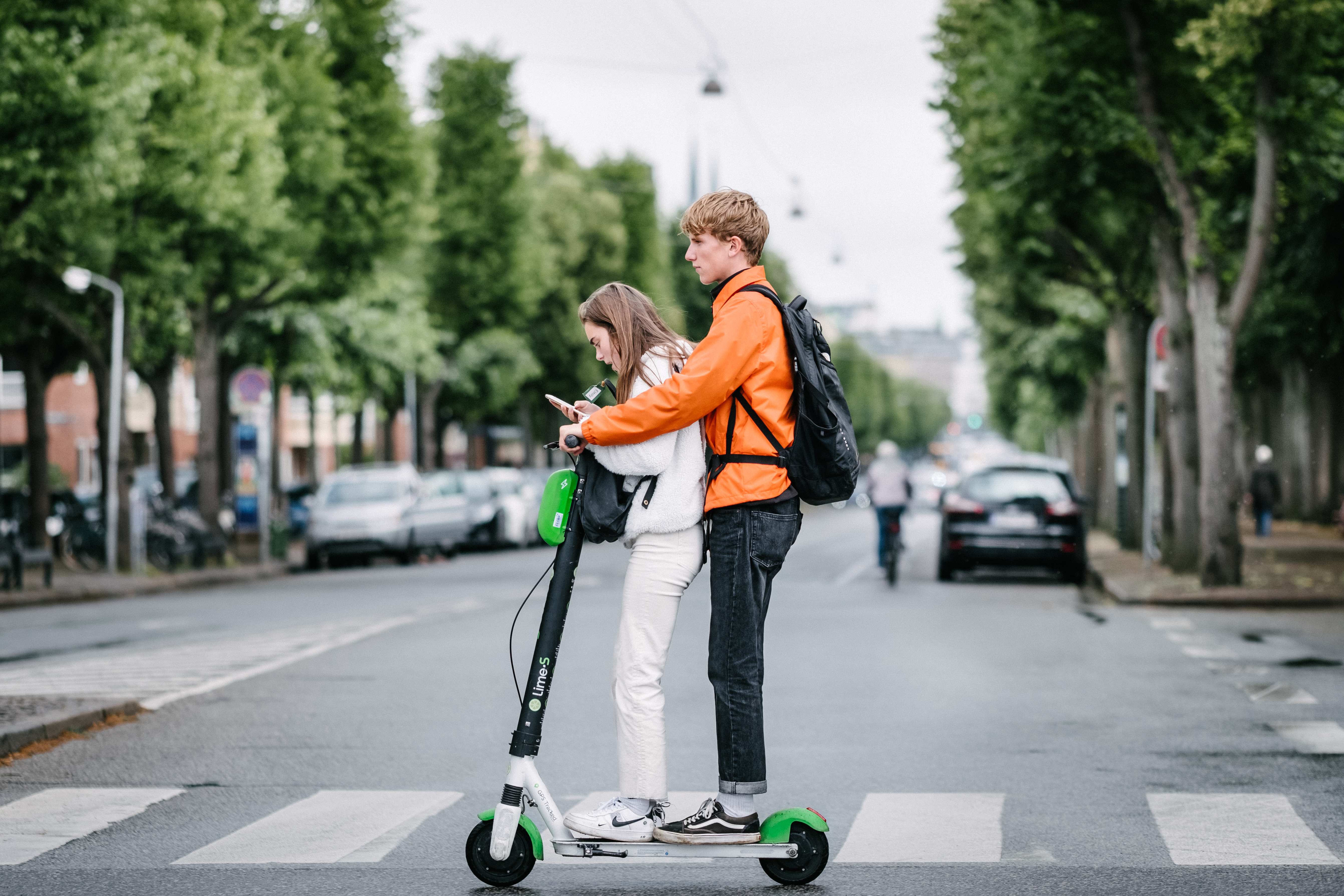
Közösségi elektromos rollert használó gyerekek

A munkaerőpiacra belépő Z generáció az Y generációhoz hasonlóan jellemző többek között a rugalmasság követelése, nagyobb rugalmasságot várnak el a munkahelyüktől. Fontos számukra a munka és magánélet egyensúlya, és keresik az olyan munkaadókat, akik pl. a home office lehetőséget biztosítják. Elvárják, hogy a munkahelyeiken ne korlátozzák az okostelefonjaik használatát munka közben vagy a szüneteikben. Kreatív gondolkodásra és új kihívásokra vágynak a munkahelyeiken és fontosnak tartják a személyes és szakmai fejlődést. Továbbá fontos szempont számukra, hogy a munkahelyük család- és állatbarát legyen. A Z generációra erősen jellemző, hogy nem kitartóak és nem hűségesek a munkaadójukhoz, ha konfliktusos a munkakörnyezet, nem áll rendelkezésre a megfelelő munkaeszközök vagy nem megfelelő számukra a bérezés, akkor azonnal a könnyű továbblépést választják egy másik munkahelyre. A generációra általánosan jellemző a munkahelyi konfliktus kerülése, kevésbé állnak bele a konfliktushelyzetekbe, a probléma megoldásaként az azonnali felmondást választják. Hajlandóak a túlórázásra cserébe a rugalmas munkavégzésért. A megkérdezett fiatalok 30-40%-a videós tartalomgyártóként akar dolgozni és nem akarnak alkalmazottak lenni.
A Z generáció nagy része állandó jelleggel már az interneten keresztül vásárol. Fontos szempont számukra a cégértékelés, ez alapján választják ki a megbízható, ill. kerülik a sok kritikát kapott cégeket. Vásárlásaikat erősen befolyásolják a közösségi médiában szereplő influenszerek által hirdetett trendek, valamint a lemaradástól való félelem (FOMO) és a kortárs nyomás. A „trendi” igény az elsődleges motiváció. A generációra hatványozódva jellemző a 3 klikk szabály, azaz egy honlapon „3 klikkelésen belül” el kell tudni adni a vevőnek, amit akar, különben tovább lép más honlapra.
A fejlett világban a Z generáció többsége kijelenti, hogy támogat bizonyos eszméket, például a „környezettudatosságot”, azonban a tényleges vásárlási szokásaik egy részében nem tükrözik a kinyilvánított nézeteiket, pl. az olcsó terméket keresve nem tartós ruházati üzletekben ("fast fashion") vásárolnak, ill. előnyben részesítik azokat a cégeket, akik gyorsan azonnal kézbesítenek.
Ahogy az Y generációnál úgy a Z generáció tagjainak a többségénél is megfigyelhető a felerősödő assortatív partner keresés és ismerkedés. Az a tendencia, hogy a sajátunkhoz hasonló jellemzőkkel rendelkező társakat keresnek, mint például a jövedelmi szint és az iskolai végzettség.

## Egészségügyi problémák
Az UNICEF 2021-es felmérése szerint a globális Z generáció 13%-a szenved valamilyen mentális betegségben. A 15-19 év közöttiek között az öngyilkosság volt a 4. leggyakoribb halálok. Az Egyesült Királyságban az előző Y generációhoz képest a Z generációban megduplázódott az öngyilkosságot megkísérelt, ill. a véghezvitt elkövetések aránya. A Z generációra legjellemzőbb mentális betegség az ADHD, a depresszió és a tartós szorongás. A mai napig vita tárgyát képzi, hogy ezek az okostelefonok és közösségi hálózatok használatának tudható-e be vagy sem.
A kortárs fiatalok körében egyre gyakoribb probléma az alváshiány. Fő probléma a túlzott koffeinbevitel, a túl meleg szoba, elektronikai eszközök használata és a késői lefekvés. Az alváshiányos fiatalokra jellemző az állandó ingerlékenység, agresszivitás, szorongás, depresszió és az öngyilkosságra való hajlam.
2015-ben egy tanulmány kimutatta, hogy a Baby boomer generációhoz képest a Z generációban megduplázódott a rövidlátás gyakorisága. Fő oka a kézi elektronikus eszközök rendszeres használata. 
A 2000-es évek eleje óta egyre gyakoribbá váltak az ételallergiás esetek száma, ennek oka továbbra is kevéssé ismertek. A nyugati világban 2004 és 2019 között a dió- és a kagylóallergiásak aránya 40%-kal emelkedett. Amerikában a Z generáció 36%-a szenved valamilyen ételallergiában. Általánosságban elmondható, hogy minél fejlettebb az ország, annál magasabb az allergiák aránya. Ennek okai továbbra sem ismertek. Az egyik lehetséges magyarázat, hogy a szülők „túl tisztán tartják a csecsemőiket és a kisgyermekeiket saját érdekükben”.
Az elhízás szintén jelentős probléma. Egy 2022-es kutatás szerint a magyar Z generáció 46%-a volt túlsúlyos vagy elhízott. Magyarországon a 18. évnél idősebb magyar lakosság 64%-a volt túlsúlyos vagy elhízott.

## Politikai nézetek és részvétel

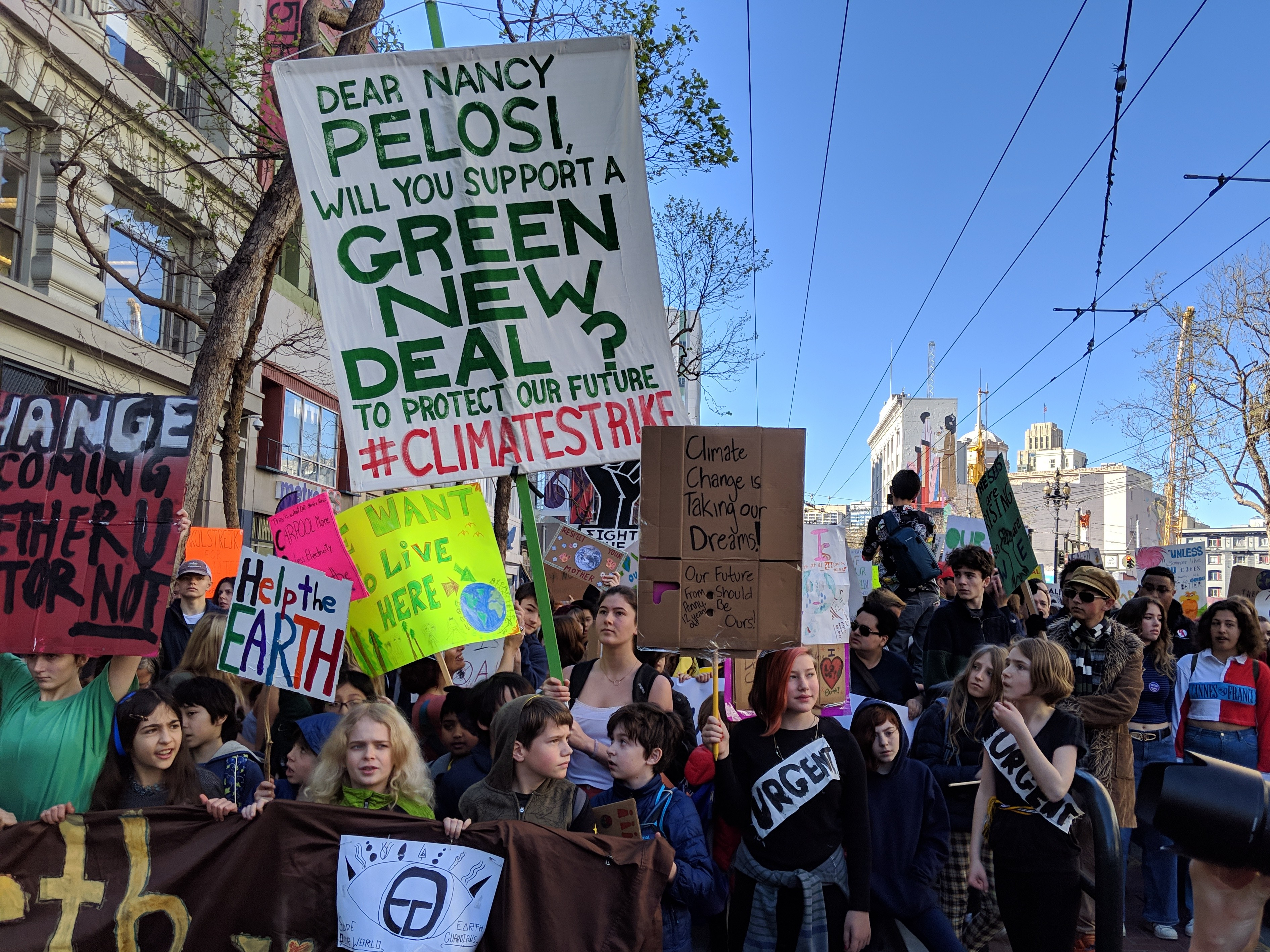
Z generációs aktivisták tüntetnek a Klímaért mozgalom részeként San Franciscóban 2019-ben

A nyugati világban a Z generáció politikája nagymértékben hasonlít az Y generációjának a politikájához. Hasonló társadalompolitikai nézeteket vallanak. Az Y és a Z generáció baloldalibb érzelműek, mint az előző generációk, viszont nagyobb valószínűséggel támogatják a radikálisabb politikákat. Nagyrészt támogatják a nemek közötti egyenlőséget, az abortuszhoz való jogot, az emberi jogokat, az LMBT jogokat, az éghajlatváltozás elleni intézkedéseket és a társadalmi igazságosságot. Migráció kérdésében a generáció teljesen megosztott. Az online térben tájékozódnak, véleményt formálnak, és kommunikálnak a politikáról és társadalmi kérdésekről. A Z generáció tagjai függetlenebbek és kritikusabbak a hagyományos politikai struktúrákkal és intézményekkel szemben. Kritikusan állnak a hagyományos politikai pártokhoz és politikusokhoz, és inkább egyes számukra fontos ügyekre összpontosítanak, mintsem az elköteleződjenek egy adott politikai oldal mellett. Sokszínű és több kulturális közegben nőnek fel, és ez befolyásolhatja politikai nézeteiket is. Az interkulturalitást, a multikulturalizmust és a sokszínűséget gyakran értékelik és támogatják. A Z generáció az első olyan generáció, akiknek a társadalmi, nemi, nyelvi, kulturális és hit különbségek nem fontosak, elfogadóbbak és nyitottabbak egy világpolgársági felfogás felé. Ebben a kérdésben az alfa generáció valószínűleg tovább fog menni, akik egy az egyben ebben nőnek fel. 
A generáció tagjai nem kötelezik el magukat egyes politikai pártokhoz vagy politikai ideológiákhoz magukat, hanem egyes számukra fontos, közelálló ügy vagy ügyek mellett politizálnak. Nyitottak a politikai aktivista részvételre, mint pl. az éghajlatváltozás ellen, LMBT jogokért, fegyverhasználat ellen...stb. Megjelentek az online aktivisták, akik a közösségi hálón próbálják eljuttatni üzenetüket és aktivizmusukat az emberekhez és az online térben hozzák létre a mozgalmaikat.

## Vallás
A nyugati fejlett világban a Z generáció a legkevésbé vallásos generáció a történelemben. A generáció többsége vallja magát nem hívőnek vagy ateistának, mint bármely korábbi generáció. Elutasítják a vallási hovatartozást, bár sokan közülük még mindig spirituálisnak mondják magukat. Az Egyesült Államokban a Z generációban kétszer annyi önmagát ateistának mondó van, mint az Y generációban. Egy 2016-os nyugat-európai felmérés szerint a 18 és 24 év közöttiek 71%-a vallotta magát vallási közösséghez nem tartozónak. A korosztály kétharmada sosem járt templomban, míg 20% évente néhányszor és 2% pedig heti rendszerességgel.
2018-ban a 16 és 29 év közötti magyar fiatalok valláshoz való viszonyulását vizsgálva az Unióban Magyarország a hatodik legkevésbé vallásos ország volt. 2020-as magyar kutatás szerint a Z generációnak már csak az 5%-a tartotta magát vallásosnak, az Y generációnál ez az arány 10% volt. Viszont a generáció fiataljainak a 49%-a valamilyen nem egyházi vallásosságra nyitott. A Z generáció 39%-a határozottan elutasít minden vallásos meggyőződést, az Y generációnál ez az arány 36% volt.

## Alkohol- és kábítószer-használat
A nyugati világban a Z generáció tagjai 20%-kal ritkábban fogyasztanak alkoholt, mint az Y generáció tagjai. Ennek főleg anyagi, szociális és egészségügyi tudatosság áll. Számos európai felmérés arra utal, hogy a fiatalok kevésbé hajlamosak az ivásra, és egyre több fiatal választja az alkoholmentes életmódot a korábbi generációkkal szemben. A Z generáció tagjai jobban odafigyelnek az egészségükre és az egészségtudatos életmódra. Ennek eredményeként néhányan elkerülik az alkoholfogyasztást vagy korlátozzák annak mennyiségét, mivel tudatában vannak az alkohol egészségügyi kockázatainak. Igyekeznek a mennyiség helyett a minőségre helyezni a hangsúlyt, például 2015 óta a ginfogyasztása megelőzte a vodkáét, ill. a kézműves sörök piaca is virágzik. A Gallup 2023-as amerikai és európai felmérése szerint a Z generáció 55%-a rendszeres vagy alkalmi alkohol fogyasztó, míg az Y generációnak a 75%-a fogyaszt rendszeresen vagy alkalmanként alkoholt. Az alkoholmentes koktélok fogyasztásának aránya 21%-kal ugrott meg a fiatalok körében.  Magyarországon nem ez a helyzet, statisztikai adatokból kirajzolódik, hogy a magyar Z generáción belül is növekszik az alkohol fogyasztás, ahogy a többi generációra is igaz. A magyar fiatalokra jellemző, hogy aki nem iszik velük arra furcsán néznek, azonban nem győzködik az ivásra.
Az ESPAD európai vizsgálata szerint a 15-16 éves Z generáció fiataljainak a 26%-a próbált már ki tiltott kábítószereket, míg ugyanebben a korosztályban az Y generációnál 17% volt ez az arány. A kannabisz a legnépszerűbb szerhasználat a Z generációnál, a kábítószert kipróbálók 18%-a, míg az Y generációnál 15%-a választotta ezt. 2022-es kutatás szerint a Z generáció 18-24 éves tagjainak a 69%-a inkább a kannabiszt választaná, mint az alkoholt. Indokként azt válaszolták, hogy lehetőséget ad az érzelmi felszabadulásra, közösség formáló tevékenység, ill. egészségügyi indokokat soroltak fel az alkohollal szemben. A generáció körében azért is népszerűbb a kannabisz, mivel olcsóbb a töményes alkoholoknál, valamint már egy legalizációs folyamatban nőnek fel Amerikában és Nyugat-Európában, és tudatos helyettesítőszerként gondolnak az alkohollal szemben. Egy brit felmérés szerint, 10-ből 5 fiatal az alkoholt, míg a másik 5 fiatal a könnyű kábítószert választotta volna.

## Családi és szociális élet
A nyugati világban a szülők egyre több időt töltenek a gyermekeikkel. Az anyák kétszer, míg az apák négyszer annyi időt töltöttek a gyermekeikkel a 2010-es években, mint az 1960-as években lévő szülők. A Z generációs gyermekeknél tovább nőtt az apai gondoskodás és a gyermekekkel töltött idő. A generáció tagjaira jellemzővé vált a felelősségvállalás ütemének lassulása, amit a szülői és társadalmi túlaggódás erősít fel. 
A PISA felmérés szerint az európai 2010-es évek tinédzserei nehezebben tudtak az iskolában barátokat szerezni, mint a 10 évvel ezelőtti kortársaik. Az európai tinédzserek egyre jobban hasonlítanak a társadalmi elszigeteltségben élő japán és dél-koreai társaikhoz. Ennek oka a tolakodó szülői nevelés, az elektromos eszközök használata, valamint a tanulmányi teljesítménnyel és a munkalehetőségekkel kapcsolatos aggályok. A fiatalok a munkaerőpiacra lépés előtt már 5-7 évvel a jövőbeni munkalehetőségeiken aggódnak. Egy amerikai kutatás megállapította, hogy az amerikai fiatalok a barátaikkal töltött idő az 1970-es évek óta fokozatosan, de lassan csökkent, azonban ez a jelenség 2010-től erőteljesen felerősödött. Azok a tizenévesek, akik minden nap találkoztak a barátaikkal 1976-os 52%-ról 2017-re 28%-ra esett vissza.
A 2017-es magyarországi kutatás szerint a Z generáció tagjai számára kifejezetten irritáló, ha azt érzik, hogy valaki nem tiszteli őket és a koruk alapján az idősebb generációk próbálják elnyomni őket, ill. ha követelik tőlük a feltétlen tiszteletet. Sok esetben azt sem fogadják el, ha az iskolában a tanárok próbálják elnyomni őket, a fentiek alapján egy szolgáltatónak erre még kisebb esélye van.

### Házasság
Az UNICEF 2014-es felmérése szerint a világon 250 millió 15 évnél fiatalabbat kényszerítettek házasságra, főleg Afrikában és Ázsiában. Fő problémájuk az oktatás lehetőségének az elvesztése, a mély depresszióba esés veszélye és az öngyilkossági gondolatok.
A nyugati világban a Z generáció fiú tagja egyre többen kerülik a romantikus kapcsolatokat, az előző generációk férfi családtagok traumatikus élményeikre hivatkozva, mint válás, vagyon elvesztése és szexuális visszaélések. Egy férfijogi mozgalom (MGTOW) is létrejött a 2000-es évek elején a nőktől való elszakadást hangsúlyozva. A mozgalom leginkább abban merül ki, hogy határozottan elzárkóznak a házasságtól és a nőkkel való hosszútávú kapcsolatától. A mozgalom gondolatai évről évre egyre népszerűbbek az Y és Z generáció tagjai között.
A Távol-Keleten a fiatalok a házasságot és a gyerekvállalást stresszforrásnak tekintik inkább. Kínában az egygyermekes politika eredményeként a 90-es és a 2000-es években született nők sokkal képzettebbek lettek az elődeikhez képest, karrierorientáltak lettek és anyagilag függetlenné váltak. Egy 2021-es kínai felmérésben a generáció női tagjainak a 44%, míg a férfiak 25%-a mondta azt, hogy nem tervez házasságot és nem akarja hosszú távon lekötni magát mással. Arra a kérdésre, hogy miért, a többség azt válaszolta, hogy nehezen találják meg a megfelelő személyt, a házasság magas költségeire hivatkoztak, vagy azt mondták, hogy egyszerűen nem hisznek a házasságban.

### Gyermekvállalás
A Z generáció az Y generációnál is tovább késlelteti a családalapítást és a gyermekvállalást. Ennek fő okai: a magas lakhatási és megélhetési költségek, karrierorientáltságuk, az életstílusukat és szabadságukat feladásának nehézsége, valamint a környezeti és társadalmi problémák (pl. a klímaváltozás és a túlnépesedés).
A Forbes amerikai és nyugat-európai felmérésben a Z generációs fiatalok 48%-a nyilatkozta azt, hogy a magas lakhatási és megélhetési költségek miatt nem tud gyermeket vállalni. Míg a fiatalok 27%-a határozottan kizárta a gyermekvállalást a gazdasági helyzetüktől függetlenül. Arra a kérdésre, hogy miért nem akarnának gyermeket vállalni, a válaszadók 89%-a válaszolta azt, hogy élvezik a szabad és független életet.
A nyugati világban a 18 éves anyáknak született babák száma 58%-kal csökkent 2000-ről 2016-ra. 2016-ban a 18 és 21 év közötti nők 88%-a volt gyermektelen, szemben az X generáció 80%-ával. 2020-ban az Egyesül Királyságban a gyermeket nem vállalók legnagyobb arányban a művészeti területen dolgozók közül került ki.
A távol-keleti 18 és 26 év közötti fiatalok több mint fele azt mondta, hogy nem vállal gyermeket a magas gyermeknevelési költségek miatt.

### Étkezés
A Z generáció élelmiszer-választásában már megjelent az éghajlattal, fenntarthatósággal és az állatjóléttel kapcsolatos aggodalmait. A generáció tagjainak 79%-a nyitott a húsmentes ételekre, és egyenrangúnak tartják más élelmiszertípusokkal a növényi alapú és a vegán ételeket. Ahogy a Z generáció vásárlóereje növekszik, úgy nő az általuk fogyasztott vegán és vegetáriánus ételek mennyisége is. 
A generáció tagjainak jelentős része már tudatosabban éli életét, mint elődei. Számukra az egészségtudatosság, és a környezettudatosság is meghatározó szempont. Ezért például kevesebb vörös húst esznek, a marha- és a sertéshús helyett, főleg a csirkehúst részesítik előnyben. A Taco Bell bejelentette, hogy nyitnak a Z generáció felé, mivel a termékeik jelentős része marhahúsból készül, bevezetnek új csirkehúsból készült termékeket is. 

## Médiatechnológiák használata

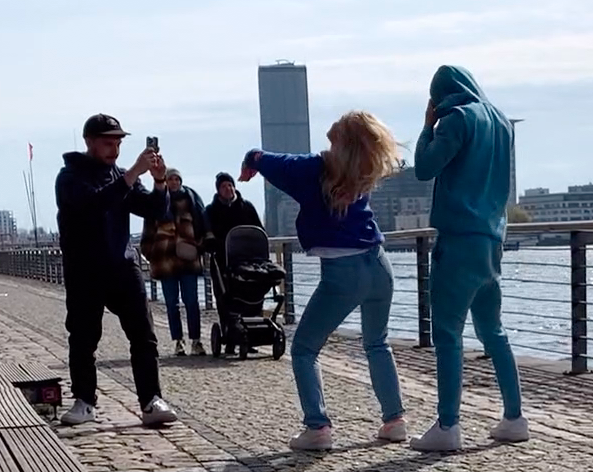
Tinédzserek TikTok videót készítenek

A Z generáció az első olyan demográfiai csoport, ahol az internetes technológia már fiatalon elérhetővé vált. A 2000-es évek közepétől a 2010-es évek végéig végbement Web 2.0 forradalommal példátlan mennyiségű technológiának voltak kitéve nevelésük során, miközben a mobileszközök használata az idő múlásával exponenciálisan nőtt. 2004-ről 2014-re 22%-ról 41%-ra nőtt az elektronikus eszközök előtt töltött idő. A fiatalok szülei félnek az internet túlzott használatától, és nem szeretik a nem megfelelő információkhoz és képekhez való könnyű hozzáférést, valamint az olyan közösségi oldalakat, ahol a gyerekek világszerte elérhetik az embereket. A gyerekek ezzel szemben, bosszankodnak a szüleikkel, és panaszkodnak, hogy a szülők túlságosan kontrollálják az internethasználatukat. A Microsoft 2015-ös felmérésében arra a kijelentésre, hogy „Ha semmi sem köti le a figyelmemet, az első dolgom, hogy a telefonom után nyúlok” a 18 és 24 év közötti válaszadók 77%-a igennel válaszolt, míg a 65 éveseknél ez az arány mindössze 10% volt. A Z generáció 18%-a úgy érzi, rendben van, ha egy 13 évesnek van okostelefonja, míg az Y generációnak csak a 4%-a gondolja ezt. Mára már társadalmi normává vált, hogy a fiatal tinédzsereknek saját telefonjuk legyen. 2015-ben a fiatal tinédzserek 24%-a napi szinten internetezett. Az internetes zaklatások száma megugrott a kortárs serdülők körében. A zaklatás érzelmi hatással van a serdülőkre, a „hírnév” sérülése miatt egyeseknél mély depresszió vagy akár az öngyilkosság gondolata is előkerülhet.
Annak ellenére, hogy digitális bennszülöttnek minősítették a Z generációt, egy 2018-as globális tanulmány szerint a nyolcadikos diákoknak csupán csak a 19%-a tudott önállóan dolgozni a számítógépekkel információgyűjtés és munkavégzés céljából. Számítógépes műveltségben a legnagyobb tudással az európai, amerikai, orosz és a távol-keleti fiatalok rendelkeztek. A 2020-as évek elejére a Z generáció számos tagja alapvető informatikai ismeretek nélkül lép be a munkaerőpiacra, azonban gyorsabban tudnak tanulni, mint az idősebb munkavállalók.
Egy 2017-es magyarországi felmérés szerint a magyar Z generáció legfontosabb három prioritásában az okostelefon, jogosítvány és az érettségi van. Többet beszélnek virtuális térben egymással, mint a valóságban. A generáció 30%-a olyannal is online beszélget, akivel fizikailag egy térben tartózkodik. A generáció 50%-a fontosnak tartja a közösségi média oldalain a követőiknek és lájkolóiknak a számát, ugyanis ez ad nekik önbizalmat. A legtöbb magyar fiatal már 11–12 éves korára rendelkezett saját okostelefonnal. A generáció tagjai az elektronikus eszközökre nem csak kiegészítőként tekintenek, hanem a mindennapi életük szerves részeként tekintenek rájuk. A kutatásból kiderül, hogy a magyar fiatalok 30-35%-a nem tud beilleszkedni a szűk környezetébe, nem tud barátságokat kialakítani másokkal és sokkal könnyebben épít kapcsolatokat a virtuális térben. 

### Közösségi média
A közösségi média a Z generáció mindennapi életének a része lett, elsősorban barátokkal és családtagokkal való kapcsolattartásra használják. A generáció a közösségi médiát használja a barátokkal való kapcsolatok erősítésére és új kapcsolatok kialakítására. Amellett, hogy kapcsolatba lépnek másokkal, a közösségi médiát használják, hogy naprakészek legyenek a hírekről, ellentétben az idősebb generációkkal, akik az újságokat és a televíziót részesítik előnyben. Mindazonáltal, annak ellenére, hogy a 18 és 24 év közöttiek nagymértékben támaszkodnak a közösségi média hálózataira, nagyon csekély bizalmuk van bennük. Nem szeretnek egy platformon lenni a szüleikkel, kollégáikkal vagy a főnökeikkel, pl. ezen ok miatt is a fiatalok elhagyják a Facebookot és helyette főleg a TikTokot és az Instagramot használják. A Facebookot, ha nem is olyan sűrűn már mint az idősebb generációk, de továbbra is használják, mert a részvétel fontos a barátokkal és társaikkal való szocializáció szempontjából. Facebookon, inkább már csak passzív szemlélők és csak fogyasztanak, de nem közölnek tartalmakat. A Facebook esetében az általuk megosztott tartalmakat láthatnák a szülők vagy főnökük is, így ez a platform számukra csökkenő népszerűséggel bír.
Facebookot elsősorban közös eseményre és szervezésre használják. A Facebook számukra tehát már inkább csak eseményszervező eszköznek tekinthető és nem az önkifejezés és a napi kommunikáció médiumának. 2022-ben a TikTok lett a legnépszerűbb platform a Z generáció körében. Egy 2019-es brit felmérés szerint a Facebook népszerűsége 2018-hoz képest a felére esett vissza az 5 és 16 évesek körében. 

## Szexualitás
A Z generáció hamarabb, de kevesebbszer létesít szexuális kapcsolatot, mint az idősebb generációk. Ennek két fő oka van, a mérsékelt alkoholfogyasztás és a nagyobb online jelenlét. Inkább otthon maradnak és néznek felnőttfilmeket, mint szexuális kapcsolatot létesítsenek, valamint a generáció tagjai kevésbé bulizósabbak, mint a korábbi generációk, így kevesebb alkalom nyílik a szexualitásra (a nyugat-európai Z generáció tagjai közül 10 emberből 6 ember havonta legalább egyszer bulizik, míg az Y generáció tagjai közül 10 emberből 8 személy). 
Ipsos és a gallup 2022-es és 2023-as nyugat-európai és amerikai kutatásaik szerint a korábbi generációkkal ellentétben a Z generáció tagjai közül vállalják fel a legtöbben a biszexualitásukat vagy a homoszexualitásukat. A Z generáción belül az emberek mindössze 71 százaléka vallja magát heteroszexuálisnak (szemben a baby boomerek 91 százalékával), és 14 százaléka biszexuálisnak (szemben a baby boomerek mindössze 2 százalékával). A generációk alatt a magukat biszexuálisnak vallók aránya nőtt a legnagyobbat. A Z generáció tagjai közül 10 emberből 4 ember nyitott azonos nemű emberrel szexuális kapcsolatot létesíteni. Továbbá a többi generációval szemben a Z generáción belül találhatók meg az aszexuálisok legnagyobb aránya (5 százalék), azok, akik ritkán vagy egyáltalán nem éreznek szexuális vonzódást mások iránt.
Egy 2020-as kutatás szerint a szülők tagadják vagy nyílt titokként kezelik, hogy a serdülők körében elterjedt a pornográfia. A tinédzserek egyre inkább a pornográfiához fordulnak a szexualitással kapcsolatos információszerzés érdekében, különösen, hogy mit kell tenniük szexuális találkozás során. A megkérdezett tinédzserek több mint fele azt mondta a kutatóknak, hogy nézett már pornográfiát, bár a tényleges szám valószínűleg magasabb a téma érzékenysége miatt. Míg a szülők általában úgy vélik, hogy azok a serdülők, akik szórakozásból nézik a pornográfiát, általában fiúk, a felmérések és interjúk azt mutatják, hogy ez a viselkedés a lányok körében is gyakori. Sokan azt mondták a kutatóknak, hogy aggódnak a testképük és a szexuális partnereik elvárásai miatt.

## Lásd még
- Generációs marketing
- Alfa generáció